# Нехаева, Антонина Анисимовна
Антонина Анисимовна Нехаева (род. 15 сентября 1926, Балахтинский район, Сибирский край) — советский инженер, передовик и организатор производства в системе министерства связи СССР. Герой Социалистического Труда (1966).

## Биография
Родилась 15 сентября 1926 года в селе Даурское Балахтинского района.
В 1944 году после окончания десяти классов средней школы в городе Петропавловск Казахской ССР, А. А. Нехаева поступила в Московский электротехнический институт связи.
В 1949 году после окончания института была направлена на работу в Новосибирск. С 1949 по 1972 годы работала — инженером, начальником цеха Новосибирского телеграфа, старшим инженером специального сектора аппарата управления связи, главным инженером Новосибирской городской телефонной сети, главным инженером Новосибирского телеграфа и главным инженером Новосибирского областного производственно-технического управления связи.
В 1962 году при участии А. А. Нехаевой система с отрывом и транспортировкой ленты была заменена на автоматическую систему «Лиман», как на магистральных, так и на внутриобластных связях.
18 июля 1966 года Указом Президиума Верховного Совета СССР «за выдающиеся успехи, достигнутые в выполнении заданий семилетнего плана по развитию средств связи» Антонина Анисимовна Нехаева была удостоена звания Героя Социалистического Труда с вручением Ордена Ленина и золотой медали «Серп и Молот».
С 1972 по 1979 годы работала — начальником Новосибирского института «Гипросвязь-4». С 1979 по 1987 годы — начальник Новосибирского областного производственно-технического управления связи. Под руководством и при непосредственном участии А. А. Нехаевой был внедрён аппарат «Газета-1» для приёма материалов центральных газет по фототелеграфу. Новосибирское областное производственно-технического управления связи под руководством А. А. Нехаевой было в числе передовых в стране, оно неоднократно награждалось переходящим Красным Знаменем ЦК КПСС, Совета Министров СССР и ВЦСПС.
3 июля 1986 года Указом Президиума Верховного Совета СССР «за выдающиеся успехи по развитию средств связи» Антонина Анисимовна Нехаева была награждена Орденом Трудового Красного Знамени.
В 1981 году избиралась делегатом XXVI съезда КПСС.
После выхода на пенсию жила в Новосибирске.

## Награды
- Медаль «Серп и Молот» (18.07.1966)
- Орден Ленина (18.07.1966)
- Орден Трудового Красного Знамени (3.07.1986).
- Памятный знак «За труд на благо города» (Новосибирск, 2013)[3].

## Комментарии
1. ↑  Село Даурское (Даурск)[1], являвшееся в 1935—1962 годы центром Даурского района, было упразднено в связи с созданием Красноярского водохранилища; это же название носит село, созданное в 1962 году для переселенцев из Даурска, Каляжихи, Дорошкеева, Усть-Погромной, Донникова.